# Pennington County Courthouse
La Pennington County Courthouse est un palais de justice américain situé à Rapid City, dans le comté de Pennington, au Dakota du Sud. Construite en 1922, elle est inscrite au Registre national des lieux historiques depuis le 28 mai 1976.